# Paris (álbum de Paris Hilton)
Paris es álbum debut de Paris Hilton, publicado en su propio sello, Heiress Records, en asociación con Warner Bros. Records. El álbum fue lanzado en los EE. UU. el 22 de agosto de 2006. El álbum fue publicado en AOL Music el 13 de agosto de 2006, haciendo que el álbum se filtró en Internet antes de la fecha de lanzamiento. Este álbum es una mezcla de pop y hip hop con dance, ragga y elementos de rock. mundialmente ha vendido 6 millones de copias, en lo cual solamente en EE. UU han sido 2 millones.

## Producción
Hilton anunció planes para grabar un álbum en 2003. En 2004, se reunió con el productor Rob Boldt y comenzó a grabar demos. Si bien la colaboración con Boldt, Hilton se encontró con la canción "Screwed". Hilton grabó un demo de la canción y empezó a hablar de ello en muchas entrevistas, diciendo que sería el primer sencillo del álbum. Ese mismo verano, Haylie Duff, dijo en una entrevista que "Screwed" era en realidad va a ser grabado por ella, y sería el primer sencillo de su álbum. Las dos chicas comenzaron una batalla legal por la canción. No mucho después, Duff, fue lanzada por su compañía discográfica, que permitió a París para reclamar la canción como la suya. 
En 2005, Hilton firmó con Warner Bros. Records para la distribución de su álbum. En ese momento, Hilton comenzó a trabajar con Rob Cavallo, que había producido canciones de Green Day, Jewel, y Alanis Morissette. Inicialmente, el álbum no fue planeado para tener un sonido pop/hip-hop. Sin embargo, Hilton decidió avanzar hacia un sonido pop / hip-hop después de reunirse con Scott Storch en Miami. Después de meses de colaboración con Storch, el álbum fue finalmente terminado y listo para su publicación. 
Productores de París incluía Greg Wells, Kara DioGuardi, Jane Wiedlin y Scott Storch. Hilton colaboró con Fat Joe y Jadakiss en la canción "Fightin 'Over Me". El primer sencillo de Paris, "Stars Are Blind", producido por Fernando Garibay, fue lanzado para su descarga el 20 de junio de 2006 y alcanzó el número cinco en el Billboard Hot 100, "Turn It Up" y "Nothing in this world", seguida como individuales en todo el mundo.

## Recepción de la crítica
Allmusic comentó que el álbum fue "más divertido que nada en libertad por Britney Spears o Jessica Simpson, y un sonido también mucho más fresco." La recepción de la crítica fue mixta. Oteniendo un puntaje de 57 en Metacritic.

## Banksy y Danger Mouse incidente
En agosto de 2006, British graffiti Banksy artista y productor de hip-hop Gnarls Barkley y Danger Mouse miembro sustituye 500 copias del álbum de Paris Hilton en tiendas de música británica (HMV), con ilustraciones del álbum de Paris Hilton modificado en topless, y una calcomanía que decía: "París Hilton, Debut Album. Featuring "¿Por qué soy famosa?", "¿Qué he hecho yo?", y "¿Para qué sirvo?". El arte de tapa representa el interior de Hilton con cabeza de perro. El CD fue de unos 40 minutos en versión instrumental que contiene varias declaraciones que había hecho. esos 500 copias del álbum fueron retirados rápidamente de las estanterías tras varias quejas al respecto. Hilton había retrasado el lanzamiento del álbum para incluir un cover de la canción de Gnarls Barkley, "Crazy" (coescrito por Danger Mouse), aunque no fue incluido en la versión final. Gnarls Barkley y la cuota Hilton fue una compañía discográfica.

## Canciones
1. "Turn It Up" (Scott Storch, Anthony Asher, Jeff Bowden, Paris Hilton) – 3:12
2. "Fightin' Over Me"  (con Fat Joe & Jadakiss) (Storch, Magnet, Fat Joe, Jadakiss, Alonzo Jackson, Taura Jackson, Hilton) – 4:01
3. "Stars Are Blind" (Fernando Garibay, Sheppard Solomon, Ralph McCarthy) – 3:56
4. "I Want You" (J.R. Rotem, DioGuardi, Bogart, Gibb) (la muestra de "Grease" por Frankie Valli) – 3:12
5. "Jealousy" (Storch, DioGuardi, Hilton) – 3:40
6. "Heartbeat"  (Storch, Billy Steinberg, Josh Alexander) (la muestra de "Time After Time" por Cyndi Lauper) – 3:43
7. "Nothing in This World" ("Dr. Luke", Solomon) – 3:10
8. "Screwed" (DioGuardi, Wells) – 3:41
9. "Not Leaving Without You" (Kara DioGuardi, Wells, Hilton) – 3:35
10. "Turn You On" (Storch, Hilton, Jackson, Triggs) – 3:06
11. "Do Ya Think I'm Sexy" (Stewart, Appice, Hitchings)  – 4:34

### Edición iTunes
Incluye tres remixes adicionales:
1. "Stars Are Blind" (The Scumfrog's Extreme Makeover Edición) - 4:57 (iTunes bonus track)
2. "Turn It Up" (Paul Oakenfold Remix Edición) - 4:59 (iTunes bonus track)
3. "Turn You On" (Claude Le Gache Le Club Edición) - 3:38 (iTunes bonus track)
4. "Stars Are Blind" (Remix - featuring Wisin & Yandel) - 4:18 (iTunes bonus track)
5. "Do Ya Think I'm Sexy" (Thunderpuss Club Mix) - 3:35 (iTunes bonus track)
6. "Stars Are Blind" (Chus + Ceballos Stereo Remix) - 8:13 (iTunes bonus track)
7. "Nothing In This World" (Jason Nevins Radio Remix) - 3:13 (iTunes bonus track)
8. "Nothing In This World" (Kaskade Remix) - 7:00 (iTunes bonus track)
9. "Meeting Paris Hilton" - 3:11 (iTunes bonus track)

## Posicionamiento
| Listas (2006)                         | Primeras posiciones |
| ------------------------------------- | ------------------- |
| Australian ARIA Albums Chart          | 24                  |
| Austrian Albums Chart                 | 9                   |
| Belgian Ultratop 50 Albums (Flanders) | 18                  |
| Belgian Ultratop 50 Albums (Wallonia) | 49                  |
| Canadian Albums Chart                 | 4                   |
| Colombia Albums Chart                 | 5                   |
| Danish Albums Chart                   | 20                  |
| Dutch Albums Chart                    | 28                  |
| Finnish Albums Chart                  | 17                  |
| French Albums Chart                   | 67                  |
| German Albums Chart                   | 18                  |
| Greek International Albums Chart      | 11                  |
| Hungarian Albums Chart                | 40                  |
| Irish Albums Chart                    | 27                  |
| Italian Albums Chart                  | 22                  |
| Japanese Oricon Albums Chart          | 8                   |
| New Zealand Albums Chart              | 16                  |
| Spanish Albums Chart                  | 98                  |
| Swedish Albums Chart                  | 6                   |
| Swiss Albums Chart                    | 7                   |
| UK Albums Chart                       | 29                  |
| U.S. Billboard 200                    | 6                   |